# ام‌وی کالیتان
ام‌وی کالیتان (به انگلیسی: MV Kaleetan) یک کشتی است که طول آن ۳۸۲ فوت ۲ اینچ (۱۱۶٫۵ متر) می‌باشد. این کشتی در سال ۱۹۶۷ ساخته شد.